# Regionalrat Trentino-Südtirol
Der Regionalrat Trentino-Südtirol (italienisch Consiglio regionale del Trentino-Alto Adige, ladinisch Cunsëi dla Regiun Autonoma dl Trentin-Südtirol) ist legislatives Organ der Autonomen Region Trentino-Südtirol in Italien. Er besteht seit Gründung der Region Trentino-Südtirol im Jahr 1948 und hat heute je einen Sitz im Trentino und in Südtirol. Die Sitzungen des Regionalrats werden während der ersten Hälfte einer Legislaturperiode (zweieinhalb Jahre) zunächst im Amtsgebäude der Autonomen Region Trentino-Südtirol in Trient, während der zweiten Hälfte dann im Landtagsgebäude in Bozen einberufen. Zu seinen hauptsächlichen Aufgaben gehören die Verabschiedung von Regionalgesetzen und die Wahl der Regionalregierung Trentino-Südtirol.

## Geschichte
In Folge des Ersten Autonomiestatutes von 1948 erhielt die Region Trentino-Südtirol den Status einer autonomen Region mit erweiterten Kompetenzen. Der damals alle vier Jahre gewählte Regionalrat übte die entsprechenden Gesetzgebungsbefugnisse aus.
Nach Verabschiedung (1971) und Inkrafttreten (1972) des Zweiten Autonomiestatutes wurden die meisten Kompetenzen auf die Ebene der Provinzen Trentino und Südtirol verlagert. Der nahezu entmachtete und nun alle fünf Jahre gewählte Regionalrat verlor in der Folge stark an politischer Bedeutung.
Seit der Verfassungsreform vom 2001 wird er auch nicht mehr unmittelbar gewählt.

## Institutionelle Aufgaben
Der Regionalrat ist für die Verabschiedung von Regionalgesetzen zuständig und somit das gesetzgebende Organ der Region Trentino-Südtirol. Zudem kommt ihm im Rahmen der institutionellen Gewaltenteilung die Aufgabe zu, aus seiner Mitte mit absoluter Stimmenmehrheit und in geheimer Wahl die Regionalregierung Trentino-Südtirol zu wählen sowie ihre Tätigkeit anschließend zu überwachen. Die in dieses Exekutivorgan gewählten Regionalratsabgeordneten behalten allerdings ihr Regionalratsmandat, wodurch die Mitglieder der Regionalregierung eine Doppelfunktion in Legislative und Exekutive innehaben.

## Zusammensetzung des Regionalrats
Der Regionalrat besteht aus 70 Mandataren. Er setzt sich zusammen aus den 35 Abgeordneten des Südtiroler Landtags und den 34 Abgeordneten des Trentiner Landtags sowie dem direkt gewählten Trentiner Landeshauptmann (34+1).

## Präsidium
Verwaltet und geleitet wird der Regionalrat von einem Präsidium, dem ein Präsident, zwei Vizepräsidenten und drei Präsidialsekretäre angehören. Dem Präsidium leistet der Generalsekretär des Regionalrates Beistand. Alle Funktionäre werden vom Regionalrat aus seinen eigenen Reihen gewählt. Die Amtsdauer des Regionalratspräsidenten beträgt zweieinhalb Jahre, damit im Laufe der fünfjährigen Legislaturperiode sowohl ein Vertreter der deutschen als auch der italienischen Sprachgruppe den Vorsitz führen kann. Prinzipiell besteht für beide Sprachgruppen auch alternativ die Möglichkeit, sich auf einen ladinischsprachigen Abgeordneten als Präsidenten zu einigen. Die beiden Vizepräsidenten müssen jeweils aus jenen Abgeordneten gewählt werden, die nicht der Sprachgruppe des Präsidenten angehören (ein deutschsprachiger Regionalratspräsident muss also beispielsweise von einem italienisch- und einem ladinischsprachigen Vizepräsidenten assistiert werden).
Die Möglichkeit der Wahl eines ladinischen Regionalratspräsidenten bzw. -vizepräsidenten besteht erst seit der Verabschiedung des Verfassungsgesetzes Nr. 2/2001. Bis dahin waren diese Ämter allein der deutschen und der italienischen Sprachgruppe vorbehalten gewesen.
| Wahl                                      | Legislatur- periode | Regionalratspräsident | Regionalratsvizepräsident |
| ----------------------------------------- | ------------------- | --- | --- |
| Regionalratswahl 1948                     | I.                  | - Luigi Menapace (Dez. 1948 – Dez. 1950) - Silvius Magnago (Dez. 1950 – Dez. 1952)                                                      | - Silvius Magnago (Dez. 1948 – Dez. 1950) - Luigi Menapace (Dez. 1950 – Dez. 1952) |
| Regionalratswahl 1952                     | II.                 | - Riccardo Rosa (Dez. 1952 – Dez. 1954) - Silvius Magnago (Dez. 1954 – Dez. 1956)                                                       | - Silvius Magnago (Dez. 1952 – Dez. 1954) - Riccardo Rosa (Dez. 1954 – Dez. 1956) |
| Regionalratswahl 1956                     | III.                | - Remo Albertini (Dez. 1956 – Dez. 1958) - Silvius Magnago (Dez. 1958 – Dez. 1960)                                                      | - Silvius Magnago (Dez. 1956 – Dez. 1958) - Remo Albertini (Dez. 1958 – Dez. 1960) |
| Regionalratswahl 1960                     | IV.                 | - Remo Albertini (Dez. 1960 – April 1962) - Riccardo Rosa (April 1962 – Dez. 1962) - Alois Pupp (Dez. 1962 – Dez. 1964)                 | - Alois Pupp (Dez. 1960 – Dez. 1962) - Riccardo Rosa (Dez. 1962 – Dez. 1964) |
| Regionalratswahl 1964                     | V.                  | - Armando Bertorelle (Dez. 1964 – Dez. 1966) - Alois Pupp (Dez. 1966 – Dez. 1968)                                                       | - Alois Pupp (Dez. 1964 – Dez. 1966) - Armando Bertorelle (Dez. 1966 – Dez. 1968) |
| Regionalratswahl 1968                     | VI.                 | - Armando Bertorelle (Dez. 1968 – Dez. 1970) - Robert von Fioreschy (Dez. 1970 – Juni 1973) - Alfonso Salvadori (Juni 1973 – Dez. 1973) | - Valerius Dejaco (Dez. 1968 – Mai 1970) - Hermann Nicolussi-Leck (Mai 1970 – Dez. 1970) - Armando Bertorelle (Dez. 1970 – Juni 1973) - Hermann Nicolussi-Leck (Juni 1973 – Dez. 1973)                                                                         |
| Regionalratswahl 1973                     | VII.                | - Giorgio Pasquali (Dez. 1973 – März 1974) - Silvio Nicolodi (April 1974 – Juni 1976) - Karl Vaja (Juni 1976 – Dez. 1978)               | - Karl Oberhauser (Dez. 1973 – Juni 1976) - Silvio Nicolodi (Juni 1976 – Dez. 1978) |
| Regionalratswahl 1978                     | VIII.               | - Claudia Piccoli Rensi (Dez. 1978 – April 1979) - Armando Paris (April 1979 – Juni 1981) - Erich Achmüller (Juni 1981 – Dez. 1983)     | - Erich Achmüller (Dez. 1978 – Juni 1981) - Spartaco Marziani (Juni 1981 – Dez. 1983) |
| Regionalratswahl 1983                     | IX.                 | - Guido Sembenotti (Dez. 1983 – Juni 1986) - Erich Achmüller (Juni 1986 – Mai 1987) - Luis Zingerle (Juni 1987 – Dez. 1988)             | - Mathias Ladurner-Parthanes (Dez. 1983 – Mai 1984) - Erich Achmüller (Mai 1984 – Juni 1986) - Giorgio Tononi (Juni 1986 – Dez. 1988) |
| Regionalratswahl 1988                     | X.                  | - Giorgio Tononi (Dez. 1988 – April 1989) - Franco Tretter (April 1989 – Juni 1991) - Oskar Peterlini (Juni 1991 – Dez. 1993)           | - Oskar Peterlini (Dez. 1988 – Juni 1991) - Franco Tretter (Juni 1991 – Dez. 1993) |
| Regionalratswahl 1993                     | XI.                 | - Franco Tretter (Dez. 1993 – Juni 1996) - Oskar Peterlini (Juni 1996 – Dez. 1998)                                                      | - Oskar Peterlini (Dez. 1993 – Juni 1996) - Franco Tretter (Juni 1996 – Dez. 1998) |
| Regionalratswahl 1998                     | XII.                | - Lorenzo Dellai (Dez. 1998 – März 1999) - Mauro Leveghi (März 1999 – Juni 2001) - Franz Pahl (Juni 2001 – Nov. 2003)                   | - Bruno Hosp (Dez. 1998 – März 1999) - Siegfried Messner (März 1999 – Juni 2001) - Mauro Leveghi (Juni 2001 – Nov. 2001) - Carlo Willeit (Juni 2001 – Nov. 2003) - Franco Panizza (Nov. 2001 – Nov. 2003)                                                      |
| Landtagswahlen 2003 Trentino und Südtirol | XIII.               | - Mario Magnani (Nov. 2003 – Mai 2006) - Franz Pahl (Mai 2006 – Dez. 2008)                                                              | - Sabina Kasslatter Mur (Nov. 2003 – Jan. 2004) - Florian Mussner (Nov. 2003 – Feb. 2004) - Herbert Denicolò (Jan. 2004 – Mai 2006) - Luigi Chiocchetti (Feb. 2004 – Mai 2006) - Mario Magnani (Mai 2006 – Dez. 2008) - Florian Mussner (Mai 2006 – Dez. 2008) |
| Landtagswahlen 2008 Trentino und Südtirol | XIV.                | - Marco Depaoli (Dez. 2008 – Mai 2011) - Rosa Zelger Thaler (Juni 2011 – Nov. 2013)                                                     | - Luigi Chiocchetti (Dez. 2008 – Mai 2011) - Seppl Lamprecht (Dez. 2008 – Dez. 2010) - Rosa Zelger Thaler (Feb. 2011 – Mai 2011) - Marco Depaoli (Juni 2011 – Nov. 2013) - Florian Mussner (Juni 2011 – Nov. 2013)                                             |
| Landtagswahlen 2013 Trentino und Südtirol | XV.                 | - Diego Moltrer (Nov. 2013 – Nov. 2014) - Chiara Avanzo (Dez. 2014 – Mai 2016) - Thomas Widmann (Mai 2016 – Nov. 2018)                  | - Martha Stocker (Nov. 2013 – März 2014) - Giuseppe Detomas (Nov. 2013 – Feb. 2014) - Florian Mussner (März 2014 – Nov. 2018) - Thomas Widmann (März 2014 – Mai 2016) - Lorenzo Ossanna (Juni 2016 – Nov. 2018)                                                |
| Landtagswahlen 2018 Trentino und Südtirol | XVI.                | - Roberto Paccher (Nov. 2018 – Juni 2021) - Josef Noggler (Juni 2021 – Nov. 2023)                                                       | - Luca Guglielmi (Nov. 2018 – Nov. 2023) - Thomas Widmann (Nov. 2018 – Feb. 2019) - Josef Noggler (Feb. 2019 – Juni 2021) - Roberto Paccher (Juni 2021 – Nov. 2023)                                                                                            |
| Landtagswahlen 2023 Trentino und Südtirol | XVII.               | - Roberto Paccher (Nov. 2023 – ) | - Josef Noggler (Nov. 2023 – ) - Daniel Alfreider (Feb. 2024 – ) |